# 上海公交451路
451路是上海市内一条公交线路。其前身为1992年开辟的申周夜宵专线。2004年10月3日配合复兴东路隧道通车而改走该隧道过江，后于2005年4月更名为451路，成为全日线。后为方便周浦四高小区市民出行于2007年1月28日延伸至周东路。2009年4月25日开始实行单一票价2元。2009年12月29日起实行无人售票。

## 路线基本资料

### 线路走向
- 上行：自周东南路S32起经周东南路、周东路、川周公路、康沈公路、秀沿路、沪南公路、沪南路、浦建路、东方路、潍坊路、崂山路、张杨路、复兴东路隧道、复兴东路、西藏南路、西藏中路、人民大道、黄陂北路至南京西路止。
- 下行：自南京西路起经九江路、西藏中路、西藏南路、复兴东路、复兴东路隧道、张杨路、崂山路、浦电路、东方路、浦建路、沪南路、沪南公路、秀沿路、康沈公路、川周公路、周东路、周东南路至周东南路S32止。

### 服务时间
- 周东南路S32：04:50-23:40
- 南京西路西藏中路：06:00-00:40

### 收费
全程单价RMB¥2，无人售票，线路实行公交换乘优惠。

### 停站
- 上行︰周东南路S32 - 周东南路瑞和路 - 塘东社区中心 - 周东南路瑞建路 - 周东南路周祝公路 - 周东南路祝家港路 - 周东路年家浜路 - 周东路关岳路 - 周东路川周公路 - 川周公路文康路 - 川周公路康沈公路 - 公元新村 - 营房桥 - 秀沿路康沈公路 - 秀沿路沪南公路 - 沪南公路秀康路 - 沪南路康桥路 - 沪南路康花路 - 沪南路御桥路 - 沪南路华夏西路 - 沪南路高青路 - 沪南路陈春东路 - 沪南路北中路 - 沪南路高科西路 - 沪南路芳华路 - 浦建路杜鹃路 - 浦建路锦绣路 - 浦建路杨高南路 - 东方路蓝村路 - 东方路峨山路 - 潍坊路崂山路 - 崂山路张杨路 - 复兴东路老西门 - 西藏南路宁海东路 - 人民广场（福州路） - 南京西路西藏中路

- 下行︰南京西路西藏中路 - 人民广场（福州路） - 西藏南路宁海东路 - 复兴东路老西门 - 崂山路张杨路 - 崂山路潍坊路 - 浦电路崂山路 - 东方路峨山路 - 东方路蓝村路 - 浦建路杨高南路 - 浦建路锦绣路 - 浦建路杜鹃路 - 沪南路芳华路 - 沪南路高科西路 - 沪南路北中路 - 沪南路陈春路 - 沪南路绿科路 - 沪南路御桥路 - 沪南路康花路 - 沪南路康桥路 - 沪南公路秀康路 - 秀沿路沪南公路 - 秀沿路康沈公路 - 营房桥 - 公元新村 - 川周公路康沈公路 - 川周公路文康路 - 周东路川周公路 - 周东路关岳路 - 周东路年家浜路 - 周东南路祝家港路 - 周东南路周祝公路 - 周东南路瑞建路 - 塘东社区中心 - 周东南路瑞和路 - 周东南路S32